# Campeonato colombiano 1975
El Campeonato colombiano 1975 fue el vigésimo octavo (28°) torneo de la primera división del fútbol profesional colombiano en la historia.
El campeón de esta edición fue Independiente Santa Fe, que obtuvo su sexta estrella y que tuvo que esperar 37 años para volver a obtener un nuevo título de liga. El subcampeón fue Millonarios. El goleador fue Jorge Ramón Cáceres del Deportivo Pereira con 35 goles.

## Desarrollo
Se jugaron dos torneos:
- Apertura: Ida y vuelta, todos contra todos (26 fechas). Los dos primeros clasifican al hexagonal final.

- Finalización: Dos grupos, donde los primeros siete del torneo Apertura conformaron el grupo A y los últimos 7 el grupo B, cada equipo jugaba ida y vuelta con los de su grupo (12 fechas), uno contra cada equipo del otro grupo de local o visitante (7 Fechas) y con una pareja del otro grupo de local y visitante (dos fechas), en total 21 Fechas en el finalización. Con la pareja del grupo contrario oficiaba de local dos veces el equipo del grupo B, y solo una el del grupo A.

- Parejas: Pereira-Tolima - Santa Fe-Cúcuta - Millonarios-Once Caldas - Junior-Quindío - Medellín-Nacional - U. Magdalena-Bucaramanga - América-Cali.

- Final: Los dos primeros del apertura, el primero de cada grupo, más los 2 mejores ubicados en la reclasificación, Apertura + Finalización, clasificaban a un hexagonal, donde jugaron todos contra todos (10 Fechas), el ganador quedó Campeón y el segundo obtuvo cupo a Copa.

Este campeonato fue el sexto que ganó el Santa Fe. Se jugaron 359 partidos entre los 14 clubes inscritos y se anotaron 885 goles siendo el Deportivo Cali el que más anotó con 97 conquistas y el que más recibió fue el Once Caldas con 82 goles en contra.
El hexagonal final fue jugado por Santa Fe, Millonarios, Deportivo Cali, Bucaramanga, Junior y Medellín, el cual ganó el Independiente Santa Fe con 16 puntos, tres más que Millonarios.

## Datos de los clubes
| Equipo                 | Departamento       | Ciudad       |
| ---------------------- | ------------------ | ------------ |
| América de Cali        | Valle del Cauca    | Cali         |
| Atlético Bucaramanga   | Santander          | Bucaramanga  |
| Atlético Nacional      | Antioquia          | Medellín     |
| Cúcuta Deportivo       | Norte de Santander | Cúcuta       |
| Deportivo Cali         | Valle del Cauca    | Cali         |
| Deportes Quindío       | Quindío            | Armenia      |
| Deportes Tolima        | Tolima             | Ibagué       |
| Deportivo Pereira      | Risaralda          | Pereira      |
| Independiente Medellín | Antioquia          | Medellín     |
| Atlético Junior        | Atlántico          | Barranquilla |
| Millonarios            | Bogotá, D. C.      | Bogotá       |
| Once Caldas            | Caldas             | Manizales    |
| Independiente Santa Fe | Bogotá, D. C.      | Bogotá       |
| Unión Magdalena        | Magdalena          | Santa Marta  |

## Torneo Apertura
| Pos. | Equipo                 | Pts. | PJ | G  | E  | P  | GF | GC | Dif. | Clasificación              |
| ---- | ---------------------- | ---- | -- | -- | -- | -- | -- | -- | ---- | -------------------------- |
| 1    | Millonarios            | 41   | 26 | 18 | 5  | 3  | 48 | 22 | +26  | Grupo A y Hexagonal final. |
| 2    | Deportivo Cali         | 38   | 26 | 16 | 6  | 4  | 47 | 21 | +26  | Grupo A y Hexagonal final. |
| 3    | Santa Fe               | 34   | 26 | 12 | 10 | 4  | 32 | 18 | +14  | Grupo A.                   |
| 4    | Junior                 | 32   | 26 | 12 | 8  | 6  | 40 | 24 | +16  | Grupo A.                   |
| 5    | Independiente Medellín | 29   | 26 | 10 | 9  | 7  | 38 | 32 | +6   | Grupo A.                   |
| 6    | Unión Magdalena        | 28   | 26 | 10 | 8  | 8  | 30 | 30 | 0    | Grupo A.                   |
| 7    | Deportivo Pereira      | 27   | 26 | 10 | 7  | 9  | 40 | 39 | +1   | Grupo A.                   |
| 8    | Deportes Quindío       | 24   | 26 | 8  | 8  | 10 | 26 | 30 | −4   | Grupo B.                   |
| 9    | Atlético Bucaramanga   | 24   | 26 | 8  | 8  | 10 | 34 | 39 | −5   | Grupo B.                   |
| 10   | Deportes Tolima        | 22   | 26 | 7  | 8  | 11 | 26 | 38 | −12  | Grupo B.                   |
| 11   | América de Cali        | 21   | 26 | 9  | 3  | 14 | 29 | 33 | −4   | Grupo B.                   |
| 12   | Atlético Nacional      | 20   | 26 | 6  | 8  | 12 | 32 | 42 | −10  | Grupo B.                   |
| 13   | Once Caldas            | 15   | 26 | 5  | 5  | 16 | 26 | 49 | −23  | Grupo B.                   |
| 14   | Cúcuta Deportivo       | 9    | 26 | 1  | 7  | 18 | 15 | 46 | −31  | Grupo B.                   |

 Fuente: Rsssf

### Resultados
Resultados Primera Vuelta
| Fecha 1 (febrero 16/1975) |           |                  |
| Equipo Local              | Resultado | Equipo Visitante |
| América                   | 1 – 1     | Tolima           |
| Santa Fe                  | 1 – 1     | Nacional         |
| Junior                    | 2 - 1     | Pereira          |
| Caldas                    | 2 - 0     | Magdalena        |
| Quindío                   | 2 - 1     | Cúcuta           |
| Medellín                  | 2 - 1     | Millonarios      |
| Bucaramanga               | 0 - 2     | Cali             |

| Fecha 2 (febrero 19/1975) |           |                  |
| Equipo Local              | Resultado | Equipo Visitante |
| Millonarios               | 2 - 1     | Caldas           |
| Nacional                  | 1 - 0     | América          |
| Cali                      | 1 – 1     | Quindío          |
| Tolima                    | 1 – 1     | Bucaramanga      |
| Pereira                   | 2 - 3     | Santa Fe         |
| Magdalena                 | 0 - 1     | Junior           |
| Cúcuta                    | 1 – 1     | Medellín         |

| Fecha 3 marzo 02/1975 |           |                  |
| Equipo Local          | Resultado | Equipo Visitante |
| Medellín              | 1 - 2     | Cali             |
| Caldas                | 1 - 0     | Cúcuta           |
| Junior                | 0 - 1     | Millonarios      |
| Tolima                | 0 - 1     | Nacional         |
| Santa Fe              | 4 - 0     | Magdalena        |
| Bucaramanga           | 1 - 1     | Quindío          |
| América               | 2 - 1     | Pereira          |

| Fecha 4 marzo 06/1975 |           |                  |
| Equipo Local          | Resultado | Equipo Visitante |
| Magdalena             | 2 – 0     | América          |
| Millonarios           | 2 - 1     | Santa Fe         |
| Nacional              | 2 - 1     | Bucaramanga      |
| Cúcuta                | 1 - 1     | Junior           |
| Cali                  | 3 - 0     | Caldas           |
| Pereira               | 3 - 1     | Tolima           |
| Quindío               | 1 - 2     | Medellín         |

| Fecha 5 marzo 16/1975 |           |                  |
| Equipo Local          | Resultado | Equipo Visitante |
| Caldas                | 2 - 3     | Quindío          |
| Tolima                | 1 - 1     | Magdalena        |
| Junior                | 1 - 0     | Cali             |
| Bucaramanga           | 0 - 0     | Medellín         |
| Santa Fe              | 1 - 0     | Cúcuta           |
| Nacional              | 5 - 2     | Pereira          |
| América               | 1 - 2     | Millonarios      |

| Fecha 6 marzo 19/1975 |           |                  |
| Equipo Local          | Resultado | Equipo Visitante |
| Magdalena             | 1 - 0     | Nacional         |
| Cali                  | 0 - 0     | Santa Fe         |
| Medellín              | 2 - 1     | Caldas           |
| Pereira               | 1 - 0     | Bucaramanga      |
| Millonarios           | 1 - 1     | Tolima           |
| Cúcuta                | 1 - 2     | América          |
| Quindío               | 0 - 0     | Junior           |

| Fecha 7 marzo 30/1975 |           |                  |
| Equipo Local          | Resultado | Equipo Visitante |
| Nacional              | 2 - 2     | Millonarios      |
| Pereira               | 1 – 1     | Magdalena        |
| Tolima                | 2 – 1     | Cúcuta           |
| América               | 2 - 0     | Cali             |
| Santa Fe              | 1 - 0     | Quindío          |
| Bucaramanga           | 3 - 0     | Caldas           |
| Junior                | 3 - 1     | Medellín         |

| Fecha 8 abril 06/1975 |           |                  |
| Equipo Local          | Resultado | Equipo Visitante |
| Millonarios           | 1 -1      | Pereira          |
| Caldas                | 1 - 0     | Junior           |
| Quindío               | 0 - 1     | América          |
| Medellín              | 3 - 1     | Santa Fe         |
| Magdalena             | 1 - 0     | Bucaramanga      |
| Cúcuta                | 1 - 1     | Nacional         |
| Cali                  | 1 - 2     | Tolima           |

| Fecha 9 abril 10/1975 |           |                  |
| Equipo Local          | Resultado | Equipo Visitante |
| América               | 0 - 0     | Medellín         |
| Santa Fe              | 3 - 1     | Caldas           |
| Magdalena             | 1 - 0     | Millonarios      |
| Pereira               | 3 - 0     | Cúcuta           |
| Nacional              | 1 - 3     | Cali             |
| Tolima                | 1 - 0     | Quindío          |
| Bucaramanga           | 5 - 3     | Junior           |

| Fecha 10 abril 13/1975 |           |                  |
| Equipo Local           | Resultado | Equipo Visitante |
| Quindío                | 2 – 1     | Nacional         |
| Caldas                 | 4 - 2     | América          |
| Millonarios            | 4 - 3     | Bucaramanga      |
| Junior                 | 0 - 0     | Santa Fe         |
| Medellín               | 3 - 0     | Tolima           |
| Cúcuta                 | 2 - 3     | Magdalena        |
| Cali                   | 2 - 1     | Pereira          |

| Fecha 11 abril 20/1975 |           |                  |
| Equipo Local           | Resultado | Equipo Visitante |
| Bucaramanga            | 1 - 1     | Santa Fe         |
| América                | 1 - 2     | Junior           |
| Millonarios            | 4 - 0     | Cúcuta           |
| Medellín               | 3 - 3     | Nacional         |
| Tolima                 | 4 - 3     | Caldas           |
| Pereira                | 1 - 0     | Quindío          |
| Magdalena              | 3 - 1     | Cali             |

| Fecha 12 abril 27/1975 |           |                  |
| Equipo Local           | Resultado | Equipo Visitante |
| Cali                   | 2 - 2     | Millonarios      |
| Bucaramanga            | 0 - 0     | Cúcuta           |
| Medellín               | 1 - 3     | Pereira          |
| Quindío                | 2 - 2     | Magdalena        |
| Caldas                 | 0 - 0     | Nacional         |
| Santa Fe               | 2 - 1     | América          |
| Junior                 | 4 - 1     | Tolima           |

| Fecha 13 mayo 04/1975 |           |                  |
| Equipo Local          | Resultado | Equipo Visitante |
| Tolima                | 1 - 0     | Santa Fe         |
| Cúcuta                | 0 - 2     | Deportivo        |
| América de Cali       | 3 - 1     | Bucaramanga      |
| Pereira               | 2 - 1     | Caldas           |
| Millonarios           | 2 - 0     | Quindío          |
| Nacional              | 0 - 2     | Junior           |
| Magdalena             | 1 – 1     | Medellín         |

Resultados Segunda Vuelta
| Fecha 1 (mayo 04/1975) |           |                  |
| Equipo Local           | Resultado | Equipo Visitante |
| Tolima                 | 2 – 1     | América          |
| Nacional               | 2 – 2     | Santa Fe         |
| Pereira                | 1 - 1     | Junior           |
| Magdalena              | 3 - 0     | Caldas           |
| Cúcuta                 | 1 - 2     | Quindío          |
| Millonarios            | 3 - 0     | Medellín         |
| Cali                   | 3 - 0     | Bucaramanga      |

| Fecha 2 (mayo 08/1975) |           |                  |
| Equipo Local           | Resultado | Equipo Visitante |
| Caldas                 | 0 - 2     | Millonarios      |
| América                | 2 - 1     | Nacional         |
| Quindío                | 0 – 0     | Cali             |
| Bucaramanga            | 2 – 1     | Tolima           |
| Santa Fe               | 3 - 0     | Pereira          |
| Junior                 | 0 - 0     | Magdalena        |
| Medellín               | 4 – 0     | Cúcuta           |

| Fecha 3 mayo 11/1975 |           |                  |
| Equipo Local         | Resultado | Equipo Visitante |
| Cali                 | 3 - 0     | Medellín         |
| Cúcuta               | 0 - 0     | Caldas           |
| Millonarios          | 1 - 0     | Junior           |
| Nacional             | 0 - 1     | Tolima           |
| Magdalena            | 1 - 1     | Santa Fe         |
| Quindío              | 2 - 0     | Bucaramanga      |
| Pereira              | 1 - 1     | América          |

| Fecha 4 mayo 16/1975 |           |                  |
| Equipo Local         | Resultado | Equipo Visitante |
| América              | 2 – 0     | Magdalena        |
| Santa Fe             | 0 - 1     | Millonarios      |
| Bucaramanga          | 2 - 1     | Nacional         |
| Junior               | 2 - 0     | Cúcuta           |
| Caldas               | 1 - 4     | Cali             |
| Tolima               | 0 - 0     | Pereira          |
| Medellín             | 2 - 1     | Quindío          |

| Fecha 5 mayo 25/1975 |           |                  |
| Equipo Local         | Resultado | Equipo Visitante |
| Quindío              | 0 - 0     | Caldas           |
| Magdalena            | 1 - 0     | Tolima           |
| Cali                 | 3 - 1     | Junior           |
| Medellín             | 5 - 2     | Bucaramanga      |
| Cúcuta               | 2 - 0     | Santa Fe         |
| Pereira              | 1 - 1     | Nacional         |
| Millonarios          | 1 - 0     | América          |

| Fecha 6 mayo 29/1975 |           |                  |
| Equipo Local         | Resultado | Equipo Visitante |
| Nacional             | 1 - 2     | Magdalena        |
| Santa Fe             | 0 - 0     | Cali             |
| Caldas               | 1 - 2     | Medellín         |
| Bucaramanga          | 0 - 1     | Pereira          |
| Tolima               | 2 - 2     | Millonarios      |
| América              | 3 - 0     | Cúcuta           |
| Junior               | 2 - 0     | Quindío          |

| Fecha 7 junio 01/1975 |           |                  |
| Equipo Local          | Resultado | Equipo Visitante |
| Millonarios           | 1 - 0     | Nacional         |
| Magdalena             | 1 – 2     | Pereira          |
| Cúcuta                | 1 – 1     | Tolima           |
| Cali                  | 1 - 0     | América          |
| Quindío               | 0 - 1     | Santa Fe         |
| Caldas                | 2 - 1     | Bucaramanga      |
| Medellín              | 1 - 1     | Junior           |

| Fecha 8 junio 08/1975 |           |                  |
| Equipo Local          | Resultado | Equipo Visitante |
| Pereira               | 2 -1      | Millonarios      |
| Junior                | 4 - 1     | Caldas           |
| América               | 0 - 1     | Quindío          |
| Santa Fe              | 1 - 1     | Medellín         |
| Bucaramanga           | 2 - 2     | Magdalena        |
| Nacional              | 1 - 1     | Cúcuta           |
| Tolima                | 0 - 2     | Cali             |

| Fecha 9 junio 15/1975 |           |                  |
| Equipo Local          | Resultado | Equipo Visitante |
| Medellín              | 0 - 1     | América          |
| Caldas                | 0 - 0     | Santa Fe         |
| Millonarios           | 2 - 0     | Magdalena        |
| Cúcuta                | 1 - 2     | Pereira          |
| Cali                  | 4 - 1     | Nacional         |
| Quindío               | 1 - 1     | Tolima           |
| Junior                | 1 - 1     | Bucaramanga      |

| Fecha 10 junio 22/1975 |           |                  |
| Equipo Local           | Resultado | Equipo Visitante |
| Nacional               | 1 – 2     | Quindío          |
| América                | 1 - 0     | Caldas           |
| Bucaramanga            | 0 - 0     | Millonarios      |
| Santa Fe               | 2 - 0     | Junior           |
| Tolima                 | 0 - 2     | Medellín         |
| Magdalena              | 0 - 0     | Cúcuta           |
| Pereira                | 1 - 1     | Cali             |

| Fecha 11 junio 26/1975 |           |                  |
| Equipo Local           | Resultado | Equipo Visitante |
| Santa Fe               | 1 - 0     | Bucaramanga      |
| Junior                 | 4 - 1     | América          |
| Cúcuta                 | 1 - 3     | Millonarios      |
| Nacional               | 0 - 0     | Medellín         |
| Caldas                 | 2 - 1     | Tolima           |
| Quindío                | 2 - 2     | Pereira          |
| Cali                   | 2 - 1     | Magdalena        |

| Fecha 12 junio 29/1975 |           |                  |
| Equipo Local           | Resultado | Equipo Visitante |
| Millonarios            | 3 – 0     | Cali             |
| Cúcuta                 | 0 - 1     | Bucaramanga      |
| Pereira                | 1 - 3     | Medellín         |
| Magdalena              | 3 - 1     | Quindío          |
| Nacional               | 4 - 1     | Caldas           |
| América                | 0 - 1     | Santa Fe         |
| Tolima                 | 1 - 0     | Junior           |

| Fecha 13 junio 02/1975 |           |                  |
| Equipo Local           | Resultado | Equipo Visitante |
| Santa Fe               | 2 - 1     | Tolima           |
| Cali                   | 3 - 0     | Cúcuta           |
| Bucaramanga            | 3 - 2     | América          |
| Caldas                 | 1 - 2     | Pereira          |
| Quindío                | 1 - 2     | Millonarios      |
| Junior                 | 4 - 0     | Nacional         |
| Medellín               | 0 – 1     | Magdalena        |

| Apertura 1975          | AME | BUC | CAL | CUC | JUN | MAG | DIM | MIL | NAL | ONC | PER | QUI | SFE | TOL |
| América de Cali        |     | 3:1 | 2:0 | 3:0 | 1:2 | 2:0 | 0:0 | 1:2 | 2:1 | 1:0 | 2:1 | 0:1 | 0:1 | 1:1 |
| Atlético Bucaramanga   | 3:2 |     | 0:2 | 0:0 | 5:3 | 2:2 | 0:0 | 0:0 | 2:1 | 3:0 | 0:1 | 1:1 | 1:1 | 2:1 |
| Deportivo Cali         | 1:0 | 3:0 |     | 3:0 | 3:1 | 2:1 | 3:0 | 2:2 | 4:1 | 3:0 | 2:1 | 1:1 | 0:0 | 3:1 |
| Cúcuta Deportivo       | 1:2 | 0:1 | 0:2 |     | 1:1 | 2:3 | 1:1 | 1:3 | 1:2 | 0:0 | 1:2 | 1:2 | 2:0 | 1:1 |
| Atlético Junior        | 4:1 | 1:1 | 1:0 | 2:0 |     | 0:0 | 3:1 | 0:1 | 4:0 | 4:1 | 2:1 | 2:0 | 0:0 | 4:1 |
| Unión Magdalena        | 2:0 | 0:2 | 3:1 | 0:0 | 0:1 |     | 1:1 | 1:0 | 1:0 | 3:0 | 1:2 | 3:1 | 1:1 | 1:0 |
| Independiente Medellín | 0:1 | 5:2 | 1:2 | 4:0 | 1:1 | 0:1 |     | 2:1 | 0:0 | 2:1 | 1:3 | 2:1 | 1:1 | 3:0 |
| Millonarios            | 1:0 | 4:3 | 3:0 | 4:0 | 1:0 | 2:0 | 3:0 |     | 1:0 | 2:1 | 3:2 | 2:0 | 2:1 | 1:1 |
| Atlético Nacional      | 1:0 | 2:1 | 1:3 | 1:1 | 0:2 | 1:2 | 3:3 | 2:2 |     | 4:1 | 5:2 | 1:2 | 2:2 | 0:1 |
| Once Caldas            | 4:2 | 2:1 | 1:4 | 1:0 | 1:1 | 2:0 | 1:2 | 0:2 | 0:0 |     | 1:2 | 2:3 | 0:0 | 2:1 |
| Deportivo Pereira      | 1:1 | 1:2 | 1:1 | 3:0 | 1:1 | 1:1 | 1:3 | 2:1 | 1:1 | 2:1 |     | 1:0 | 2:3 | 3:1 |
| Deportes Quindío       | 1:0 | 2:0 | 0:0 | 2:1 | 0:0 | 2:2 | 1:2 | 1:2 | 2:1 | 0:0 | 2:2 |     | 0:1 | 1:1 |
| Independiente Santa Fe | 2:1 | 1:0 | 0:0 | 1:0 | 2:0 | 4:0 | 1:1 | 0:1 | 1:1 | 3:1 | 3:0 | 1:0 |     | 2:1 |
| Deportes Tolima        | 2:1 | 1:1 | 0:2 | 2:1 | 1:0 | 1:1 | 0:2 | 2:2 | 0:1 | 4:3 | 0:0 | 1:0 | 1:0 |     |

## Torneo Finalización
Total 21 Fechas en el finalización. Con la pareja del grupo contrario oficiaba de local dos veces el equipo del grupo B, y solo una el del grupo A.
| Pos. | Equipo                 | Pts. | PJ | G  | E  | P  | GF | GC | Dif. |  |
| ---- | ---------------------- | ---- | -- | -- | -- | -- | -- | -- | ---- |  |
| 1    | Atlético Bucaramanga   | 26   | 21 | 10 | 6  | 5  | 34 | 21 | +13  |  |
| 2    | Santa Fe               | 26   | 21 | 10 | 6  | 5  | 28 | 18 | +10  |  |
| 3    | Millonarios            | 25   | 21 | 9  | 7  | 5  | 25 | 20 | +5   |  |
| 4    | América de Cali        | 25   | 21 | 10 | 5  | 6  | 30 | 27 | +3   |  |
| 5    | Cúcuta Deportivo       | 24   | 21 | 10 | 4  | 7  | 29 | 22 | +7   |  |
| 6    | Deportes Quindío       | 23   | 21 | 9  | 5  | 7  | 18 | 16 | +2   |  |
| 7    | Atlético Nacional      | 22   | 21 | 6  | 10 | 5  | 18 | 13 | +5   |  |
| 8    | Junior                 | 22   | 21 | 6  | 10 | 5  | 27 | 26 | +1   |  |
| 9    | Deportivo Cali         | 21   | 21 | 7  | 7  | 7  | 35 | 33 | +2   |  |
| 10   | Independiente Medellín | 20   | 21 | 6  | 8  | 7  | 22 | 26 | −4   |  |
| 11   | Deportivo Pereira      | 19   | 21 | 6  | 7  | 8  | 23 | 28 | −5   |  |
| 12   | Once Caldas            | 15   | 21 | 5  | 5  | 11 | 17 | 33 | −16  |  |
| 13   | Deportes Tolima        | 13   | 21 | 3  | 7  | 11 | 22 | 29 | −7   |  |
| 14   | Unión Magdalena        | 13   | 21 | 2  | 9  | 10 | 17 | 33 | −16  |  |

 Fuente: Rsssf

### Grupo A
| Pos. | Equipo                 | Pts. | PJ | G  | E  | P  | GF | GC | Dif. | Clasificación    |
| ---- | ---------------------- | ---- | -- | -- | -- | -- | -- | -- | ---- | ---------------- |
| 1    | Santa Fe               | 26   | 21 | 10 | 6  | 5  | 28 | 18 | +10  | Hexagonal final. |
| 2    | Millonarios            | 25   | 21 | 9  | 7  | 5  | 25 | 20 | +5   |                  |
| 3    | Junior                 | 22   | 21 | 6  | 10 | 5  | 27 | 26 | +1   |                  |
| 4    | Deportivo Cali         | 21   | 21 | 7  | 7  | 7  | 35 | 33 | +2   |                  |
| 5    | Independiente Medellín | 20   | 21 | 6  | 8  | 7  | 22 | 26 | −4   |                  |
| 6    | Deportivo Pereira      | 19   | 21 | 6  | 7  | 8  | 23 | 28 | −5   |                  |
| 7    | Unión Magdalena        | 13   | 21 | 2  | 9  | 10 | 17 | 33 | −16  |                  |

 Fuente: Rsssf

### Grupo B
| Pos. | Equipo               | Pts. | PJ | G  | E  | P  | GF | GC | Dif. | Clasificación    |
| ---- | -------------------- | ---- | -- | -- | -- | -- | -- | -- | ---- | ---------------- |
| 1    | Atlético Bucaramanga | 26   | 21 | 10 | 6  | 5  | 34 | 21 | +13  | Hexagonal final. |
| 2    | América de Cali      | 25   | 21 | 10 | 5  | 6  | 30 | 27 | +3   |                  |
| 3    | Cúcuta Deportivo     | 24   | 21 | 10 | 4  | 7  | 29 | 22 | +7   |                  |
| 4    | Deportes Quindío     | 23   | 21 | 9  | 5  | 7  | 18 | 16 | +2   |                  |
| 5    | Atlético Nacional    | 22   | 21 | 6  | 10 | 5  | 18 | 13 | +5   |                  |
| 6    | Once Caldas          | 15   | 21 | 5  | 5  | 11 | 17 | 33 | −16  |                  |
| 7    | Deportes Tolima      | 13   | 21 | 3  | 7  | 11 | 22 | 29 | −7   |                  |

 Fuente: Rsssf

### Resultados
| Grupo A     |
| Grupo B     |
| Intergrupos |

| Fecha 1 (Julio 27/1975) |           |             |
| Local                   | Resultado | Visitante   |
| Magdalena               | 0 - 1     | Medellín    |
| Santa Fe                | 2 - 1     | Millonarios |
| Cali                    | 3 - 4     | Junior      |
| Nacional                | 1 - 0     | Bucaramanga |
| Caldas                  | 2 - 0     | Cúcuta      |
| Quindío                 | 3 - 2     | América     |
| Tolima                  | 1 - 1     | Pereira     |

| Fecha 2 (agosto 03/1975) |           |           |
| Local                    | Resultado | Visitante |
| Millonarios              | 0 - 0     | Cali      |
| Medellín                 | 1 - 1     | Santa Fe  |
| Pereira                  | 0 - 0     | Magdalena |
| América                  | 3 - 1     | Caldas    |
| Bucaramanga              | 2 - 1     | Tolima    |
| Cúcuta                   | 0 - 0     | Nacional  |
| Junior                   | 0 - 0     | Quindio   |

| Fecha 3 (agosto 10/1975) |           |             |
| Local                    | Resultado | Visitante   |
| Junior                   | 0 - 2     | Millonarios |
| Santa Fe                 | 1 - 0     | Pereira     |
| Cali                     | 3 - 1     | Medellín    |
| Nacional                 | 2 - 0     | América     |
| Tolima                   | 2 - 0     | Cúcuta      |
| Caldas                   | 1 - 0     | Quindío     |
| Bucaramanga              | 1 - 1     | Magdalena   |

| Fecha 4 (agosto 14/1975) |           |             |
| Local                    | Resultado | Visitante   |
| Magdalena                | 0 - 1     | Santa Fe    |
| Pereira                  | 2 - 3     | Cali        |
| Medellín                 | 2 - 2     | Junior      |
| Cúcuta                   | 1 - 0     | Bucaramanga |
| América                  | 1 - 0     | Tolima      |
| Quindío                  | 0 - 0     | Nacional    |
| Millonarios              | 1 - 0     | Caldas      |

| Fecha 5 (agosto 17/1975) |           |           |
| Local                    | Resultado | Visitante |
| Junior                   | 3 - 0     | Pereira   |
| Millonarios              | 0 - 1     | Medellín  |
| Cali                     | 2 - 2     | Magdalena |
| Bucaramanga              | 0 - 0     | América   |
| Nacional                 | 0 - 1     | Caldas    |
| Tolima                   | 0 - 1     | Quindío   |
| Cúcuta                   | 4 - 1     | Santa Fe  |

| Fecha 6 (agosto 24/1975) |           |             |
| Local                    | Resultado | Visitante   |
| Pereira                  | 1 - 1     | Millonarios |
| Santa Fe                 | 2 - 0     | Cali        |
| Magdalena                | 1 - 2     | Junior      |
| Quindío                  | 1 - 0     | Bucaramanga |
| América                  | 2 - 0     | Cúcuta      |
| Caldas                   | 1 - 1     | Tolima      |
| Nacional                 | 0 - 1     | Medellín    |

| Fecha 7 (agosto 31/1975) |           |           |
| Local                    | Resultado | Visitante |
| Junior                   | 1 - 1     | Santa Fe  |
| Millonarios              | 1 - 1     | Magdalena |
| Medellín                 | 1 - 0     | Pereira   |
| Bucaramanga              | 2 - 1     | Caldas    |
| Cúcuta                   | 2 - 0     | Quindío   |
| Tolima                   | 0 - 0     | Nacional  |
| Cali                     | 3 - 1     | América   |

| Fecha 8 (septiembre 04/1975) |           |             |
| Local                        | Resultado | Visitante   |
| Santa Fe                     | 0 - 0     | Quindío     |
| Medellín                     | 1 - 0     | Tolima      |
| América                      | 2 - 0     | Cali        |
| Caldas                       | 3 - 0     | Magdalena   |
| Bucaramanga                  | 4 - 0     | Millonarios |
| Pereira                      | 1 - 1     | Nacional    |
| Cúcuta                       | 2 - 2     | Junior      |

| Fecha 9 (septiembre 07/1975) |           |             |
| Local                        | Resultado | Visitante   |
| Junior                       | 2 - 2     | Bucaramanga |
| Nacional                     | 1 - 1     | Medellín    |
| Tolima                       | 0 - 0     | Santa fe    |
| Cali                         | 2 - 0     | Cúcuta      |
| Millonarios                  | 3 - 0     | Caldas      |
| Quindío                      | 1 - 0     | Pereira     |
| Magdalena                    | 0 - 1     | América     |

| Fecha 10 (septiembre 11/1975) |           |           |
| Local                         | Resultado | Visitante |
| Millonarios                   | 1 - 1     | Nacional  |
| Cúcuta                        | 1 - 0     | Pereira   |
| Bucaramanga                   | 0 - 0     | Magdalena |
| Medellín                      | 2 - 2     | América   |
| Cali                          | 1 - 2     | Quindío   |
| Junior                        | 2 - 0     | Tolima    |
| Caldas                        | 1 - 1     | Santa fe  |

| Fecha 11 (septiembre 14/1975) |           |             |
| Local                         | Resultado | Visitante   |
| América                       | 1 - 3     | Millonarios |
| Cúcuta                        | 1 - 1     | Magdalena   |
| Tolima                        | 0 - 0     | Cali        |
| Nacional                      | 0 - 0     | Junior      |
| Quindío                       | 2 - 0     | Medellín    |
| Santa fe                      | 3 - 1     | Bucaramanga |
| Pereira                       | 3 - 0     | Caldas      |

| Fecha 12 (septiembre 18/1975) |           |             |
| Local                         | Resultado | Visitante   |
| Santa fe                      | 2 - 0     | Cúcuta      |
| Caldas                        | 0 - 0     | Medellín    |
| Quindío                       | 0 - 1     | Millonarios |
| América                       | 1 - 0     | Junior      |
| Nacional                      | 1 - 1     | Cali        |
| Bucaramanga                   | 4 - 1     | Pereira     |
| Magdalena                     | 3 - 2     | Tolima      |

| Fecha 13 (septiembre 20/1975) |           |             |
| Local                         | Resultado | Visitante   |
| Medellín                      | 2 - 2     | Bucaramanga |
| Cali                          | 2 - 0     | Caldas      |
| América                       | 0 - 0     | Santa fe    |
| Junior                        | 1 - 1     | Quindío     |
| Tolima                        | 6 - 1     | Pereira     |
| Millonarios                   | 2 - 0     | Cúcuta      |
| Magdalena                     | 0 - 0     | Nacional    |

| Fecha 14 (septiembre 28/1975) |           |             |
| Local                         | Resultado | Visitante   |
| Nacional                      | 2 – 0     | Santa Fe    |
| Pereira                       | 1 - 1     | América     |
| Quindío                       | 0 - 1     | Magdalena   |
| Bucaramanga                   | 4 - 1     | Cali        |
| Caldas                        | 0 - 0     | Junior      |
| Tolima                        | 1- 2      | Millonarios |
| Cúcuta                        | 2 - 1     | Medellín    |

| Fecha 15 ((octubre 05/1975) |           |           |
| Local                       | Resultado | Visitante |
| Medellín                    | 3 - 2     | Magdalena |
| Millonarios                 | 1 - 0     | Santa Fe  |
| Junior                      | 1 - 1     | Cali      |
| Bucaramanga                 | 1 - 0     | Nacional  |
| Cúcuta                      | 6 - 0     | Caldas    |
| América                     | 2 - 1     | Quindío   |
| Pereira                     | 1 - 1     | Tolima    |

| Fecha 16 (octubre 05/1975) |           |             |
| Local                      | Resultado | Visitante   |
| Cali                       | 4 - 2     | Millonarios |
| Santa Fe                   | 1 - 0     | Medellín    |
| Magdalena                  | 0 - 1     | Pereira     |
| Caldas                     | 2 - 3     | América     |
| Tolima                     | 3 - 4     | Bucaramanga |
| Nacional                   | 1 - 2     | Cúcuta      |
| Quindío                    | 0 - 0     | Junior      |

| Fecha 17 (octubre 15/1975) |           |             |
| Local                      | Resultado | Visitante   |
| Millonarios                | 1 - 0     | Junior      |
| Pereira                    | 3 - 1     | Santa Fe    |
| Medellín                   | 1 - 1     | Cali        |
| América                    | 2 - 0     | Nacional    |
| Cúcuta                     | 2 – 0     | Tolima      |
| Quindío                    | 2 - 1     | Caldas      |
| Magdalena                  | 0 - 2     | Bucaramanga |

| Fecha 19 (octubre 19/1975) |           |             |
| Local                      | Resultado | Visitante   |
| Santa Fe                   | 4 - 0     | Magdalena   |
| Cali                       | 1 - 3     | Pereira     |
| Junior                     | 3 - 1     | Medellín    |
| Bucaramanga                | 0 - 0     | Cúcuta      |
| Tolima                     | 2 - 2     | América     |
| Nacional                   | 2 - 1     | Quindío     |
| Caldas                     | 1 - 0     | Millonarios |

| Fecha 19 (octubre 26/1975) |           |             |
| Local                      | Resultado | Visitante   |
| Pereira                    | 2 - 0     | Junior      |
| Medellín                   | 1 - 1     | Millonarios |
| Magdalena                  | 2 - 2     | Cali        |
| América                    | 2 - 0     | Bucaramanga |
| Caldas                     | 1 - 1     | Nacional    |
| Quindío                    | 1 - 0     | Tolima      |
| Santa Fe                   | 1 - 2     | Cúcuta      |

| Fecha 20 (noviembre 02/1975) |           |           |
| Local                        | Resultado | Visitante |
| Millonarios                  | 0 - 0     | Pereira   |
| Cali                         | 1 - 2     | Santa Fe  |
| Junior                       | 4 - 1     | Magdalena |
| Bucaramanga                  | 1 – 0     | Quindío   |
| Cúcuta                       | 3 - 1     | América   |
| Tolima                       | 1 - 0     | Caldas    |
| Medellín                     | 0 - 1     | Nacional  |

| Fecha 21 (noviembre 09/1975) |           |             |
| Local                        | Resultado | Visitante   |
| Santa Fe                     | 4 - 0     | Junior      |
| Magdalena                    | 2 - 2     | Millonarios |
| Pereira                      | 2 - 1     | Medellín    |
| Caldas                       | 2 - 4     | Bucaramanga |
| Quindío                      | 2 - 1     | Cúcuta      |
| Nacional                     | 4 - 0     | Tolima      |
| América                      | 1 - 2     | Cali        |

| Finalización 1975      | AME | BUC | CAL     | CUC     | JUN | MAG     | DIM     | MIL | NAL | ONC     | PER     | QUI     | SFE | TOL |
| América de Cali        |     | 2:0 | 2:1 1:3 | 2:0     | 1:0 |         |         | 1:3 | 2:0 | 3:1     |         | 2:1     | 0:0 | 1:0 |
| Atlético Bucaramanga   | 0:0 |     | 4:1     | 0:0     |     | 1:1 0:0 |         | 4:0 | 1:0 | 2:0     | 4:1     | 1:0     |     | 2:1 |
| Deportivo Cali         | 3:1 |     |         | 2:0     | 3:4 | 2:2     | 3:1     | 4:2 |     | 2:0     | 1.3     | 1:2     | 1:2 |     |
| Cúcuta Deportivo       | 3:1 | 1:0 |         |         | 2:2 | 1:1     | 2:1     |     | 0:0 | 6:0     | 1:0     | 2:0     | 4:1 | 2:0 |
| Atlético Junior        |     | 2:2 | 1:1     |         |     | 4:1     | 3.1     | 0:2 |     |         | 3:0     | 0:0 1:1 | 1.1 | 2:1 |
| Unión Magdalena        | 0:1 | 0:2 | 2:2     |         | 1:2 |         | 0:1     | 2:2 | 0:0 |         | 0:1     |         | 0:1 | 3:2 |
| Independiente Medellín | 2:2 | 2:2 | 1:1     |         | 2:2 | 3:2     |         | 1:1 | 0:1 |         | 1:0     |         | 1:1 | 1:0 |
| Millonarios            |     |     | 0:0     | 2:0     | 1:0 | 1:1     | 0:1     |     | 1:1 | 1:0 3:0 | 0:0     |         | 1:0 |     |
| Atlético Nacional      | 2:0 | 1:0 | 1:1     | 1:2     | 0:0 |         | 0:1 1:1 |     |     | 0:1     |         | 2:1     | 2:0 | 4:0 |
| Once Caldas            | 2:3 | 2:4 |         | 2:0     | 0:0 | 3:0     | 0:0     | 1:0 | 1:1 |         |         | 1:0     | 1:1 | 1:1 |
| Deportivo Pereira      | 1:1 |     | 2:3     |         | 2:0 | 0:0     | 2:1     | 1:1 | 1:1 | 3:0     |         |         | 3:1 | 1:1 |
| Deportes Quindío       | 3:2 | 1:0 |         | 2:1     | 0:0 | 0:1     | 2:0     | 0:1 | 0:0 | 2:1     | 1:0     |         |     | 1:0 |
| Independiente Santa Fe |     | 3:1 | 2:0     | 2:0 1:2 | 4:0 | 4:0     | 1:0     | 2:1 |     |         | 1:0     | 0:0     |     |     |
| Deportes Tolima        | 2:2 | 3:4 | 0:0     | 2:0     |     |         |         | 1:2 | 0:0 | 1:0     | 1:1 6:1 | 0:1     | 0:0 |     |

## Reclasificación
Los dos mejores equipos sin incluir a los dos primeros del torneo apertura y los líderes del Grupo A y B del finalización clasifican al hexagonal final.
| Pos. | Equipo                 | Pts. | PJ | G  | E  | P  | GF | GC | Dif. | Clasificación               |
| ---- | ---------------------- | ---- | -- | -- | -- | -- | -- | -- | ---- | --------------------------- |
| 1    | Millonarios            | 66   | 47 | 27 | 12 | 8  | 73 | 42 | +31  | Clasificado en el Apertura. |
| 2    | Santa Fe               | 60   | 47 | 22 | 16 | 9  | 60 | 36 | +24  | Clasificado por el grupo A. |
| 3    | Deportivo Cali         | 59   | 47 | 23 | 13 | 11 | 82 | 54 | +28  | Clasificado en el Apertura. |
| 4    | Junior                 | 54   | 47 | 18 | 18 | 11 | 67 | 50 | +17  | Hexagonal final.            |
| 5    | Atlético Bucaramanga   | 50   | 47 | 18 | 14 | 15 | 68 | 60 | +8   | Clasificado por el grupo B. |
| 6    | Independiente Medellín | 49   | 47 | 16 | 17 | 14 | 60 | 58 | +2   | Hexagonal final.            |
| 7    | Deportes Quindío       | 47   | 47 | 17 | 13 | 17 | 44 | 46 | −2   |                             |
| 8    | América de Cali        | 46   | 47 | 19 | 8  | 20 | 59 | 60 | −1   |                             |
| 9    | Deportivo Pereira      | 46   | 47 | 16 | 14 | 17 | 63 | 67 | −4   |                             |
| 10   | Atlético Nacional      | 42   | 47 | 12 | 18 | 17 | 50 | 55 | −5   |                             |
| 11   | Unión Magdalena        | 41   | 47 | 12 | 17 | 18 | 47 | 63 | −16  |                             |
| 12   | Deportes Tolima        | 35   | 47 | 10 | 15 | 22 | 48 | 67 | −19  |                             |
| 13   | Cúcuta Deportivo       | 33   | 47 | 11 | 11 | 25 | 44 | 68 | −24  |                             |
| 14   | Once Caldas            | 30   | 47 | 10 | 10 | 27 | 43 | 82 | −39  |                             |

 Fuente: Rsssf

## Hexagonal final
| Pos. | Equipo                 | Pts. | PJ | G | E | P | GF | GC | Dif. | Clasificación                   |
| ---- | ---------------------- | ---- | -- | - | - | - | -- | -- | ---- | ------------------------------- |
| 1    | Santa Fe               | 16   | 10 | 7 | 2 | 1 | 20 | 10 | +10  | Campeón y Copa Libertadores.    |
| 2    | Millonarios            | 13   | 10 | 5 | 3 | 2 | 15 | 11 | +4   | Subcampeón y Copa Libertadores. |
| 3    | Deportivo Cali         | 13   | 10 | 5 | 3 | 2 | 15 | 6  | +9   |                                 |
| 4    | Atlético Bucaramanga   | 7    | 10 | 2 | 3 | 5 | 9  | 16 | −7   |                                 |
| 5    | Junior                 | 6    | 10 | 2 | 2 | 6 | 7  | 15 | −8   |                                 |
| 6    | Independiente Medellín | 5    | 10 | 2 | 1 | 7 | 11 | 19 | −8   |                                 |

 Fuente: Rsssf
| Final 1975             | BUC | CAL | JUN | DIM | MIL | SFE |
| Atlético Bucaramanga   |     | 1:1 | 1:0 | 1:0 | 0:0 | 1:3 |
| Deportivo Cali         | 0:0 |     | 4:0 | 3:1 | 3:0 | 1:1 |
| Junior                 | 2:0 | 0:1 |     | 2:2 | 1:1 | 1:0 |
| Independiente Medellín | 4:3 | 0:1 | 1:0 |     | 0:1 | 1:2 |
| Millonarios            | 4:1 | 1:0 | 2:1 | 3:1 |     | 1:1 |
| Santa Fe               | 2:1 | 2:1 | 3:0 | 3:1 | 3:2 |     |

| Fecha 1 (noviembre 16/1975) |           |                  |
| Equipo local                | Resultado | Equipo visitante |
| Santa Fe                    | 2 - 1     | Bucaramanga      |
| Medellín                    | 0 - 0     | Millonarios      |
| Junior                      | 0 - 1     | Deportivo Cali   |

| Fecha 2 (noviembre 20/1975) |           |                  |
| Equipo local                | Resultado | Equipo visitante |
| Millonarios                 | 2 - 1     | Junior           |
| Deportivo Cali              | 1 - 1     | Santa Fe         |
| Bucaramanga                 | 1 - 0     | Medellín         |

| Fecha 3 (noviembre 23/1975) |           |                  |
| Equipo local                | Resultado | Equipo visitante |
| Santa Fe                    | 3 - 2     | Millonarios      |
| Medellín                    | 1 - 0     | Junior           |
| Bucaramanga                 | 1 - 1     | Deportivo Cali   |

| Fecha 4 (noviembre 27/1975) |           |                  |
| Equipo local                | Resultado | Equipo visitante |
| Medellín                    | 0 - 1     | Deportivo Cali   |
| Millonarios                 | 4 - 1     | Bucaramanga      |
| Junior                      | 1 - 0     | Santa Fe         |

| Fecha 5 (noviembre 30/1975) |           |                  |
| Equipo local                | Resultado | Equipo visitante |
| Deportivo Cali              | 3 - 0     | Millonarios      |
| Santa Fe                    | 3 - 1     | Medellín         |
| Bucaramanga                 | 1 - 0     | Junior           |

| Fecha 6 (diciembre 07/1975) |           |                  |
| Equipo local                | Resultado | Equipo visitante |
| Bucaramanga                 | 1 - 3     | Santa Fe         |
| Millonarios                 | 3 - 1     | Medellín         |
| Deportivo Cali              | 4 - 0     | Junior           |

| Fecha 7 (diciembre 11/1975) |           |                  |
| Equipo local                | Resultado | Equipo visitante |
| Junior                      | 1 - 1     | Millonarios      |
| Santa Fe                    | 2 - 1     | Deportivo Cali   |
| Medellín                    | 4 - 3     | Bucaramanga      |

| Fecha 8 (diciembre 14/1975) |           |                  |
| Equipo local                | Resultado | Equipo visitante |
| Millonarios                 | 1 - 1     | Santa Fe         |
| Junior                      | 2 - 2     | Medellín         |
| Deportivo Cali              | 0 - 0     | Bucaramanga      |

| Fecha 9 (diciembre 18/1975) |           |                  |
| Equipo local                | Resultado | Equipo visitante |
| Deportivo Cali              | 3 - 1     | Medellín         |
| Bucaramanga                 | 0 - 0     | Millonarios      |
| Santa Fe                    | 3 - 0     | Junior           |

| Fecha 10 (diciembre 21/1975) |           |                  |
| Equipo local                 | Resultado | Equipo visitante |
| Millonarios                  | 1 - 0     | Deportivo Cali   |
| Medellín                     | 1 - 2     | Santa Fe         |
| Junior                       | 2 - 0     | Bucaramanga      |

|                                           |
| Bandera de Colombia                       |
| Campeón Independiente Santa Fe 6.º título |

## Goleadores
| Jugador                 | Equipo                 | Goles |
| ----------------------- | ---------------------- | ----- |
| Jorge Ramón Cáceres     | Deportivo Pereira      | 35    |
| Víctor Ephanor          | Junior                 | 28    |
| Miguel Ángel Converti   | Millonarios            | 27    |
| Carlos Alberto Pandolfi | Independiente Santa Fe | 23    |
| Eduardo Ghilio          | Atlético Bucaramanga   | 23    |